# 东莱区
东莱区（：／ Dongnae gu */?）是韩国釜山广域市的一个区。东莱区西邻北区、釜山镇区，北邻金井区，东邻海雲臺區，南邻莲堤区。東萊是釜山一帶的舊稱，在新羅時代的現今釜山廣域市一帶便設置東萊府。

## 行政区划

行政區劃圖

东莱区分为13个行政洞，9个法定洞。区政府设于福泉洞（福山洞）。
| 行政洞    | 法定洞         |
| --------- | -------------- |
| 壽民洞    | 樂民洞、壽安洞 |
| 福山洞    | 漆山洞、福泉洞 |
| 明倫洞    | 明倫洞         |
| 溫泉第1洞 | 溫泉洞         |
| 溫泉第2洞 | 溫泉洞         |
| 溫泉第3洞 | 溫泉洞         |
| 社稷第1洞 | 社稷洞         |
| 社稷第2洞 | 社稷洞         |
| 社稷第3洞 | 社稷洞         |
| 安樂第1洞 | 安樂洞         |
| 安樂第2洞 | 安樂洞         |
| 鳴藏第1洞 | 鳴藏洞         |
| 鳴藏第2洞 | 鳴藏洞         |

## 歷年人口
| 年度   | 總人口    | ; |
| ------ | --------- | - |
| 1966年 | 191,340名 |   |
| 1970年 | 372,901名 |   |
| 1975年 | 569,099名 |   |
| 1980年 | 676,851名 |   |
| 1985年 | 824,632名 |   |
| 1990年 | 596,473名 |   |
| 1995年 | 311,610名 |   |
| 2000年 | 289,183名 |   |
| 2005年 | 261,684名 |   |
| 2010年 | 265,596名 |   |
| 2015年 | 262,154名 |   |

### 警察
- 釜山東萊警察署

### 消防
- 東萊消防署
  - 壽安119安全中心
  - 溫泉119安全中心
  - 社稷119安全中心
- 金井消防署
  - 書洞119安全中心

## 教育
- 東仁高等学校

## 姐妹城市
国内
- 高敞郡（全罗北道）， 1997年6月28日

国外
- 上海市虹口区（中华人民共和国），1997年5月23日